# Christian Schloyer

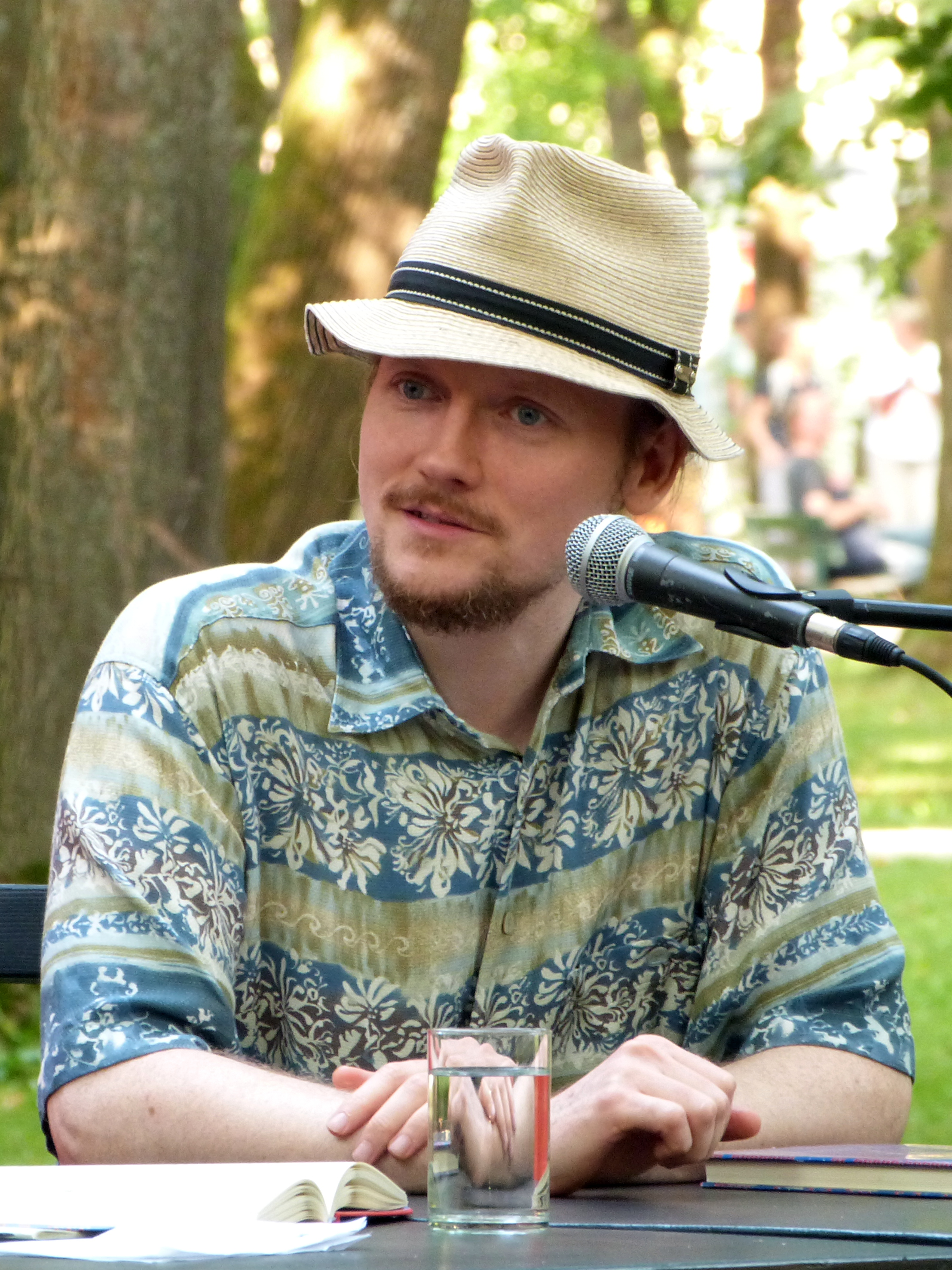
Christian Schloyer auf dem Erlanger Poetenfest 2017

Christian Schloyer (* 27. September 1976 in Erlangen) ist ein deutscher Schriftsteller, der bislang vor allem mit Lyrik hervorgetreten ist. Er lebt in Nürnberg.

## Werdegang
Schloyer studierte Philosophie, Germanistik, Theater- und Medienwissenschaft mit Schwerpunkt Sprachphilosophie und Erkenntnistheorie an der Friedrich-Alexander-Universität Erlangen-Nürnberg. Nach seinem Studienabschluss machte er sich als Schriftsteller, Lektor, Texter und Literaturveranstalter selbständig. 2000 war er Initiator der Autorengruppe und Textwerkstatt „Wortwerk“ in Erlangen und Nürnberg, er ist Redaktionsmitglied der Literaturzeitschrift BLUMENFRESSER. Texte von ihm erschienen darüber hinaus in zahlreichen Zeitschriften und Anthologien, u. a. in der Neuen Rundschau, der Bella triste und im poet.
2003 erhielt Schloyer den Förderpreis der Nürnberger Kulturläden. 2004 belegte er den ersten Platz beim open mike in Berlin, einem der wichtigsten deutschen Wettbewerbe für den literarischen Nachwuchs. 2007 wurde er mit dem Leonce-und-Lena-Preis, dem renommiertesten Preis für junge deutschsprachige Lyrik, ausgezeichnet. Im selben Herbst erschien bei KOOKbooks sein Debütband spiel-ur-meere. Weitere Preise und Auszeichnungen: LCB-Aufenthaltsstipendium des Berliner Senats (Herbst 2008), 2. Preis beim Literaturwettbewerb Wartholz in Österreich (2009), Förderpreis Literatur der Kulturstiftung Erlangen (2009). 2011 wurde er mit dem Förderpreis zum August-Graf-von-Platen-Preis ausgezeichnet. 2012 erschien sein zweiter Lyrikband Panik – blüten beim Leipziger Poetenladen. 2013 erhielt er den Bayerischen Kunstförderpreis und 2016 den Lyrikpreis München. 2017 folgte sein Lyrikband JUMP ’N’ RUN, der Lyrik mit dem Videospiel-Genre Jump n run verband. 2020 war er Förderpreisträger des Bezirks Mittelfranken beim Wolfram-von-Eschenbach-Preis. 2024 erschien sein vierter Lyrikband VENUS-MARS als lyrisches Wendebuch.

## Werke

### Eigenständige Veröffentlichungen
- Spiel, Ur, Meere. Gedichte. Idstein: Kookbooks 2007. ISBN 978-3-937445-27-4.
- Panik – blüten. Gedichte. Leipzig: Poetenladen 2012. ISBN 978-3-940691-35-4.
- JUMP 'N' RUN. Gedichte. Leipzig: Poetenladen 2017. ISBN 978-3-940691-86-6
- VENUS-MARS. Gedichte. Leipzig: Poetenladen 2024. ISBN 978-3-948305-27-7

### Anthologien und Literaturzeitschriften (Auswahl)
- Essay: Poesie als Sehnsuchtsform. Versuch, zwischen Ulf Stolterfoht und Steffen Popp zu vermitteln, in: BELLA triste, Nr. 19, Hildesheim 2007, ISSN 1618-1727.
- Literaturding e. V., Maren Burghard, Andreas Neuner, Christian Schloyer, Dirk Stolzenberger (Hrsg.): Blumenfresser : Literaturmagazin, Nr. 1, Nürnberg 2009, ISSN 1869-6759.
- Anja Bayer, Daniela Seel (Hrsg.): all dies hier, Majestät, ist deins - Lyrik im Anthropozän, kookbooks, Berlin 2016, ISBN 978-3937445809.